# Vesterbro Torv
 Ikke at forveksle med Vesterbros Torv.
Vesterbro Torv er et torv på Vesterbro i Aarhus. Torvet er samlingspunkt for mange gader, heraf flere hovedgader. Torvet var før en fredeliggørelse i 2023 derfor meget trafikeret. Op til torvet støder Vesterbrogade, Hjortensgade, Langelandsgade, Teglværksgade, Nørre Allé, Vesterport, Vester Allé og Janus La Cours Gade.
Vesterbro Torv ligger ikke langt fra ARoS, CeresByen, Botanisk Have, Den Gamle By, Mølleparken og Voxhall.

## Forretninger mv.
Torvet huser SuperBrugsen med postafdeling, Rema1000, 7-Eleven, Vesterbro kiosk, frisører, en el-installatør, en café/restaurant, et værtshus, Tropic Sun Solcenter og et pizzaria/grillbar. Midt på selve torvet er der et offentligt toilet.

## Fredeliggørelse og forskønnelse
Der har tidligere været parkeringspladser på torvet, men i 2022 blev der indrettet et midlertidigt byrum på torvet . Parkeringspladserne på Vesterbro Torv vendte aldrig tilbage, for i sommeren 2023 vedtog Aarhus Byråd en egentlig forvandlingsplan for torvet.
Hensigten er at give plads til mere byliv og begrænse trafikken i området. I foråret 2023 påbegyndtes denne forvandling. Gaden på Vesterbro Torvs nordside blev nedlagt og inddraget i selve torvearealet. Gaden på sydsiden er nu forbeholdt busser og cyklister. Vesterbro Torv kan således ikke længere krydses i bil på tværs fra Nørre Allé til Vesterbrogade (eller omvendt). Der er desuden lavet ensretning på nogle af de tilstødende gader. 
Forvandlingsplanen inkluderer også, at den gamle parkeringskælder under torvet nedrives, og at der etableres regnvandsopsamling. Det nye Vesterbro Torv forventes at stå færdigt i 2025.

## Historie
Torvets historie går helt tilbage til 1840'erne, hvor man begyndte at benytte området som markedsplads. Dette skyldes, at kvæghandlen var blevet flyttet fra Frederiksport til pladsen ved Vesterport. Torvet blev dog først navngivet Vesterbro Torv i 1890, og var indtil da blevet kaldt "Kvægtorvet" og senere "Grisetorvet".

## Huset
Huset flyttede i lokaler på Vesterbro Torv 1. januar 2008, hvor brugsretten til lokalerne i Vester Allé 15 ophørte. I 2012 ophørte Huset som selvstændig institution og blev i stedet en del af det nye kommunale kulturproduktionscenter Godsbanens Åbne Værksteder på byens gamle godsbanearealer.

## Trafik
Omkring 13.000 bilister krydsede dagligt Vesterbro Torv før arbejdet med fredeliggørelse gik i gang i 2023. Flere end halvdelen af dem var gennemkørende uden et ærinde i byen.. Den sydlige vej på torvet er nu omdannet til busgade og benyttes af buslinjerne 2A, 3A, 4A, 11 og 13 til at passere torvet.